# Zeuxia aberrans
Zeuxia aberrans är en tvåvingeart som först beskrevs av Friedrich Hermann Loew 1847.  Zeuxia aberrans ingår i släktet Zeuxia och familjen parasitflugor. Inga underarter finns listade i Catalogue of Life.